# Tyne Daly
Ellen Tyne Daly (født 21. februar 1946) er en amerikansk Emmy- og Tony Award-belønnet skuespillerinde, som er bedst kendt fra tv-serier som Cagney & Lacey (1982-1988) og Amys ret (1999-2005). 

## Biografi

### Privat
Daly er født den 21. februar 1946 i Madison, Wisconsin, USA, ind i en meget kreativ familie. Hun er datter af skuespilleren James Daly og skuespillerinden Hope Newell og er søster til skuespilleren Timothy Daly. Hun har også familierelationer til den tidligere game show- og nyhedsvært John Charles Daly. Hendes svigerinde Amy Van Nostrand er også skuespillerinde.
Daly gik på Brandeis University og The American Musical and Dramatic Academy.
Daly var fra 1966 til 1990 gift med skuespiller/instruktør Georg Standford Brown. De har 3 døtre, Alisabeth, Alyxandra og Kathryne Dora, der også er skuespillerinde.

### Karriere

#### Film
Dalys bedst kendte rolle i en spillefilm, var som politiassistent Harry Callahans partner, Kate Moore, i 1976 Dirty Harry-filmen The Enforcer. Hun har også medvirket i film, som Play It As It Lays, John and Mary, The Adulteress og Speedtrap. Hun fik top-billing status for The Adulteress, i hvilken hun optræder topløs og har "sex" med Eric Braeden, mens de rider på en hest.

#### Tv
Daly er bedst kendt for sine roller på tv.
I 70'erne, begyndte Daly at dukke jævnligt op som gæst i primetime-shows bl.a. i Ironside, McMillan and Wife, The Mod Squad, The Streets of San Francisco og Barnaby Jones. Hun dukkede også op i flere forskellige tv-serier bl.a. Medical Center, The Rookies, and Quincy, M.E., i løbet seriernes forløb, i forskellige roller.
I 1981, fik Daly hovedrollen som detektiv Mary Beth Lacey i tv-filmen Cagney and Lacey, hvor Loretta Swit spillede Christine Cagney. Det følgende år, lavede CBS en tv-serie, baseret på filmen, men med Meg Foster i rollen som Cagney. Efter nogle få episoder, besluttede CBS at afskedige Foster, fordi hun lignede Daly for meget, så rollen gik til Sharon Gless.
Daly er måske mest kendt for sin rolle i dette show, som kørte i 7 sæsoner. Efter seriens slutning blev Daly ved med at have nogle ekstra roller på primetime-programmer, som bl.a. inkluderede en komisk vending på The Nanny, en rolle på Sharon Gless' program The Trials of Rosie O'Neill og en genforening af Cagney and Lacey -filmen i 1996.
Hendes næste store rolle var i CBS-dramaet Christy.
Det seneste Daly har medvirket i, er CBS-dramaet Amys ret, som kørte fra 1999 til 2005. Daly spiller socialarbejderen Maxine Gray, der er mor til hovedrollen Amy Gray, der spilles af Amy Brenneman. I følge en konference National Association of Social Workers, holdt i 2000, har Daly udtalt, at hun havde lært af socialarbejdere og socialt arbejde, hvordan hun kunne forbedre sit portræt af hendes karakter. Hun sagde: "Jeg lærte af jer, fordi det er jer, der står med alle de dårlige stiftelser i vores samfund: institutinaliserer fattigdom, institutinaliserer racisme og institutinaliserer kynisme".

#### Teater
Daly har lavet flere forskellige optrædner på Broadways scener. Hendes første rolle var i 1967, i det kort-livede skuespil That Summer, That Fall. Hun var også med i genfortællingen af Anton Checkhovs The Seagull og hun havde næsten 2 år med 1989-genfortællingen af Gypsy, hvor hun spillede Mama Rose. I 2006 var hun med i skuespillet Rabbit Hole, hvor hun spiller mor til hovedrollen, der spilles af Cynthia Nixon og i 2008 som Mor i verdenspremieren på produktionen af Edward Albees skuespil Me, Myself & I.

### Rollemodel
Daly er blevet kaldt en feminist, særligt på grund af hendes tv-roller i Cagney and Lacey og Amys ret. Hendes rolle som Lacey, viste en kvindelige detektiv, i en tid, hvor ideén var ualmindelig; showet var også ualmindeligt ved, at den næsten primært viste Laceys arbejdsmiljø, i stedet for altid at vise karakteren, når denne var hjemme.
Hun er også blevet kommenteret for sin naturlige ældning. I Amys ret der det Dalys naturlige grå hår, der vises. 

## Awards og anerkendelse
Daly har været nomineret i alt 14 gange til en Emmy Award, og har heraf vundet 6 gange, indefor følgende præstationer:
- Lead Actress in a Drama Series for Cagney and Lacey i 1983, 1984, 1985 og 1988.
- Supporting Actress in a Drama Series for Christy i 1996.
- Supporting Actress in a Drama Series for Judging Amy i 2003.

Hun har også fået følgende anerkendelser:
- Hun vandt i 1999 en Tony Award i kategorien: Best Actress in a Musical, for rollen som Mama Rose i Gypsy.
- Hun var i 2006 nomineret til en Tony Award i kategorien: Best Featured Actress in a Play, for hendes rolle i Rabbit Hole.
- Daly har en stjerne på Hollywood Walk of Fame.

## Eksterne links
- Tyne Daly på Internet Movie Database (engelsk)
- Tyne Daly på Svensk Filmdatabas (svensk)
- Tyne Daly på AlloCiné (fransk)
- Tyne Daly på AllMovie (engelsk)
- Tyne Daly på Turner Classic Movies (engelsk)
- Tyne Daly på The Movie Database (engelsk)
- Tyne Daly på Internet Broadway Database (engelsk)
- Cagney & Lacey official web site